# آی‌فود
آی‌فود (انگلیسی: IFood) شرکت صنایع غذایی برزیلی است، که در سال ۲۰۱۱ توسط ادواردو بائر تأسیس شد.